# Quelimane
Quelimane je přístavní město v Mosambiku, ležící na řece Rio dos Bons Sinais 20 km od jejího ústí do Indického oceánu. Je správním centrem provincie Zambezia a žije v něm okolo dvou set tisíc obyvatel. Starostou je od roku 2011 Manuel de Araújo (Mosambické demokratické hnutí).
Město založili svahilští obchodníci z Kilwy jako překladiště otroků, od roku 1544 ho ovládali Portugalci, kteří v roce 1764 vybudovali místní pevnost. V roce 1942 obdrželo městská práva, od roku 1975 je součástí nezávislého Mosambiku. V okolí se provozuje rybolov, pěstuje se sisal, čajovník a kokosové ořechy. Je sídlem římskokatolické diecéze, katedrála Nossa Senhora do Livramento z 18. století je pozoruhodnou ukázkou koloniální architektury.
David Livingstone navštívil město v roce 1856, kdy zde zakončil svůj přechod jižní části Afriky.

## Rodáci
- Eduardo White (1963–2014), spisovatel

## Partnerská města
- Setúbal (Portugalsko)
- Le Port (Réunion)